# De Maagd van Holland

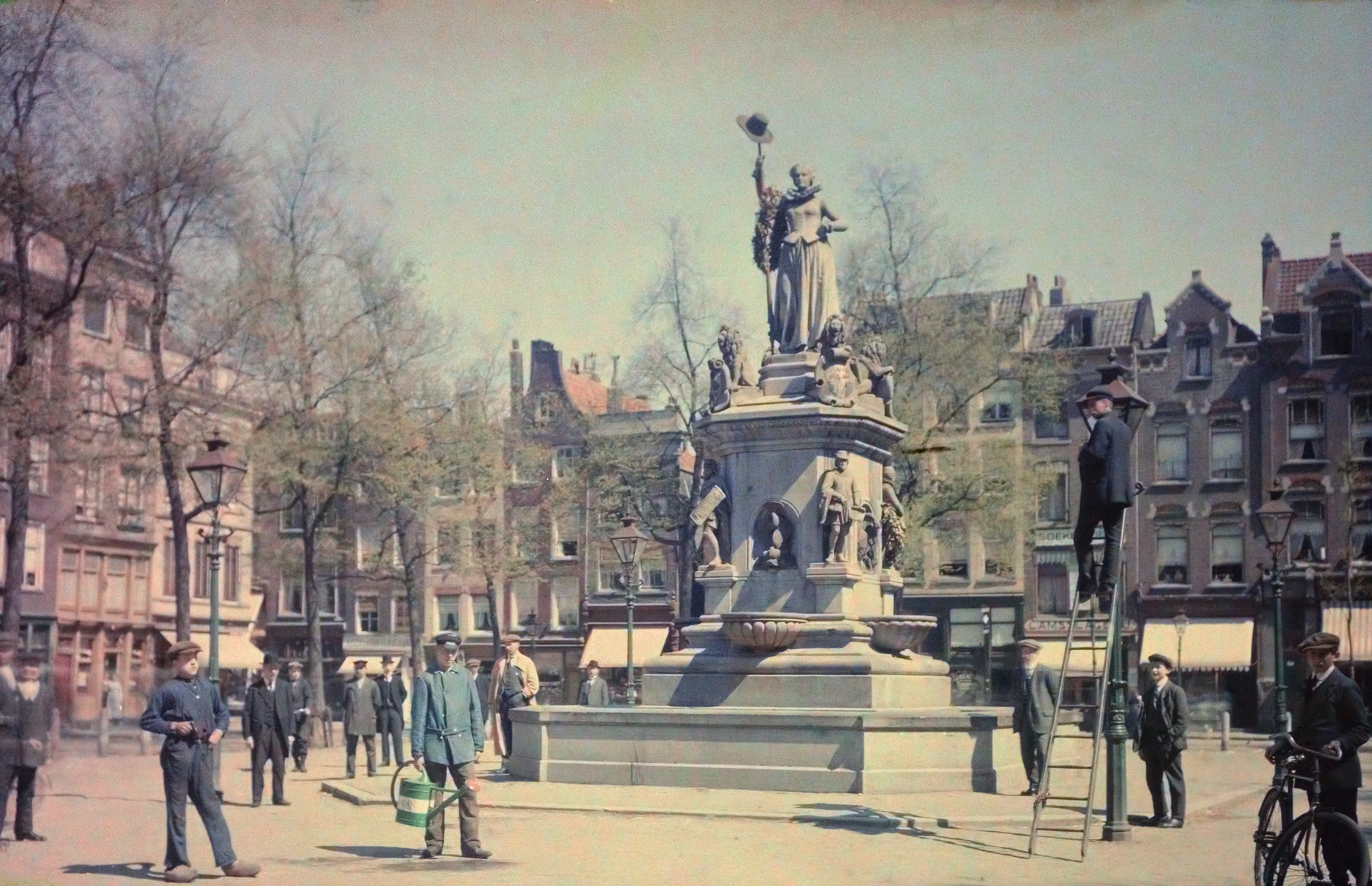
De Maagd van Holland, 1915.

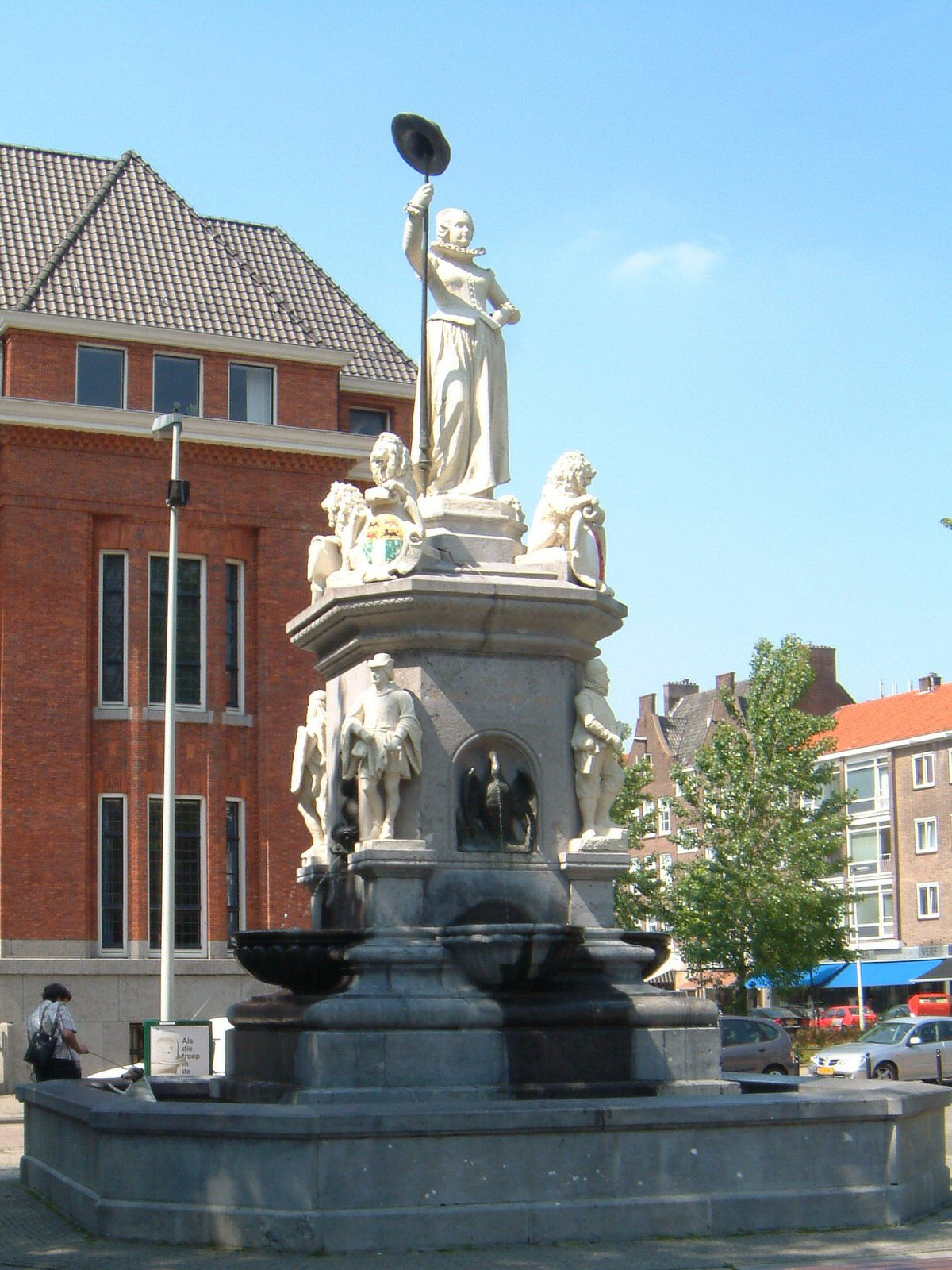
De Maagd van Holland, in 2006.

De Maagd van Holland is een standbeeld in het centrum van de Nederlandse stad Rotterdam, op de Nieuwemarkt aan de Gedempte Botersloot. Het is een monument opgericht ter ere van de inneming van Den Briel door de Watergeuzen op 1 april 1572. Het beeld, onthuld in 1874 en officieel bijgenaamd het Vrijheidsbeeld, was bedoeld als centraal decor bij de uitbundige jaarlijkse 1-aprilvieringen. Het werd gemaakt door Joseph Graven.
Op de top staat in het midden de Nederlandse Maagd, gebeeldhouwd in natuursteen. Aan haar voeten staan op de vier hoeken kleine leeuwen, die ieder een wapenbord vasthouden, met vooraan het wapen van Rotterdam en dat van Brielle. De stok met de vrijheidshoed en de leeuwen karakteriseren deze vrouw als Hollandia. Op het onderste niveau staan een geus, een visser en een handwerksman, alsmede vier bronzen pelikanen die water spuwen in de arduinen opvangbak van de fontein. Op zomerse dagen vinden stadsdieren er verkoeling.
Oorspronkelijk stond het beeld opgesteld in een bloemenperk en kijkend naar het westen, in de richting van de Laurenskerk en de Botersloot, die 1866 was gedempt. In de Tweede Wereldoorlog werden de gebouwen in het omringende gebied grotendeels verwoest, met uitzondering van de Gemeentebibliotheek en het beeld van de Maagd van Holland. Vermoedelijk niet lang na de oorlog werd het 90° naar het zuiden gedraaid en thans staat het Vrijheidsbeeld met zijn rug naar het voormalige bibliotheeksgebouw, uitkijkend over het marktplein.
Over het beeld schreef de Rotterdamse dichter Willem van Iependaal het gedicht Groetenis. Het eerste couplet is al een treffende illustratie van het vanouds aan het beeld betuigde respect:
Zwaar en hevig aangebeden

Stedemaagd van Rotterdam

Groetenis van Pollie Piekhaar

Negen maanden rooie pan

Hoe is 't met de koue voetjes

Op je stoofie van arduin ?

altijd nog in pipse blommen

En geharrenaste tuin
Al sinds de onthulling wordt ze door Rotterdammers in de cultuur van de straat vereenzelvigd met de 18e-eeuwse volksvrouw Kaat Mossel, die ook niet op haar mondje was gevallen.